# AP Brera Strumica
AP Brera Strumica (maced. ФК АП Брера Струмица) – północnomacedoński klub piłkarski, mający swoją siedzibę w mieście Strumica w południowo-wschodniej części kraju.

## Historia
Chronologia nazw:
- 2010: Akademija Pandew (maced. ФК Академија Пандев)
- 26.06.2023: AP Brera Strumica (maced. ФК Академија Пандев)

Klub piłkarski Akademija Pandew został założony w miejscowości Strumica w 2010 roku przez macedońskiego piłkarza Gorana Pandewa, imieniem którego Akademia została nazwana. Począwszy od 2014 roku klub występował w niższych ligach. W sezonie 2015/16 zwyciężył w jednej z grup III ligi i po barażach awansował do Wtorej ligi. W następnym sezonie 2016/17 klub zwyciężył w drugiej lidze i zdobył historyczny awans do Prwej ligi. W sezonie 2017/18 zespół debiutował w najwyższej lidze, zajmując 6. miejsce. 26 czerwca 2023 klub zmienił nazwę na AP Brera Strumica.

## Sukcesy

### Trofea krajowe
| \| \| Zdobyte trofea w rozgrywkach Macedonii Północnej (stan na: 15-06-2022) \| |                                                                        |      |          |
| Rozgrywki                                                                       | Osiągnięcie                                                            | Razy | Sezon(y) |
| Mistrzostwo                                                                     | I miejsce                                                              | 0    |          |
| Mistrzostwo                                                                     | II miejsce                                                             | 1    | 2021/22  |
| Mistrzostwo                                                                     | III miejsce                                                            | 1    | 2018/19  |
| Mistrzostwo                                                                     | 6. miejsce                                                             | 1    | 2017/18  |
| Puchar                                                                          | zdobywca                                                               | 1    | 2018/19  |
| Puchar                                                                          | finalista                                                              | 1    | 2020/21  |
| Puchar                                                                          | półfinalista                                                           | 1    | 2017/18  |
| II liga                                                                         | I miejsce                                                              | 1    | 2016/17  |
| II liga                                                                         | II miejsce                                                             | 0    |          |
| II liga                                                                         | III miejsce                                                            | 0    |          |
| Macedonia Północna                                                              | Zdobyte trofea w rozgrywkach Macedonii Północnej (stan na: 15-06-2022) |      |          |

- Treta liga (D3):
  - mistrz (1): 2015/16 (grupa)

## Stadion
Klub rozgrywa swoje mecze domowe na stadionie Kukusz w Strumicy, który może pomieścić 9200 widzów.

## Obecny skład
Stan na 16 czerwca 2022
| Nr | Poz. | Piłkarz                 |
| -- | ---- | ----------------------- |
| 1  | BR   | Stefan Mitrew           |
| 4  | OB   | Dime Dimow              |
| 5  | OB   | Tomisław Iliew          |
| 6  | OB   | Faruk Bihorac           |
| 8  | PO   | Adis Hadžanović         |
| 9  | NA   | Pepi Ǵorgiew            |
| 10 | NA   | Kristijan Welinowski    |
| 11 | NA   | Ousman Marong           |
| 12 | BR   | Marko Jowanowski        |
| 15 | PO   | Martin Ǵorgiewski       |
| 16 | PO   | Ilija Donow             |
| 19 | NA   | Saszko Pandew (kapitan) |
| 20 | OB   | Zoran Iwanowski         |

| Nr | Poz. | Piłkarz            |
| -- | ---- | ------------------ |
| 21 | NA   | Dimitar Mitrowski  |
| 22 | PO   | Goran Tomowski     |
| 23 | PO   | Bojan Dimoski      |
| 25 | BR   | Filip Mukanow      |
| 30 | OB   | Nikołcze Szarkoski |
| 44 | PO   | Bakr Abdellaoui    |
| 55 | PO   | Andrija Sekułić    |
| 77 | OB   | Marko Martinaga    |
| 88 | OB   | Kosta Manew        |
| 90 | NA   | Wiktor Angełow     |
| 92 | BR   | Filip Kupanow      |
| 99 | NA   | Wane Krstewski     |

### Piłkarze na wypożyczeniu
| Nr | Poz. | Piłkarz                                            |
| -- | ---- | -------------------------------------------------- |
|    | BR   | Marko Ałczewski (w Borec Wełes do 30 czerwca 2022) |

## Europejskie puchary
Legenda do wszystkich tabel:
- Q – runda eliminacyjna, 1/16, 1/8, 1/4, 1/2 – odpowiednia faza rozgrywek, Grupa – runda grupowa, 1r gr – pierwsza runda grupowa, 2r gr – druga runda grupowa, F – finał, R – runda, PO – play-off
- k. – rzuty karne, los. – losowanie, Dogr. – dogrywka, w. – zasada bramek strzelonych na wyjeździe

| Sezon   | Rozgrywki               | Runda | Klub            | Dom | Wyjazd | Ogólnie |
| ------- | ----------------------- | ----- | --------------- | --- | ------ | ------- |
| 2019/20 | Liga Europy             | 1Q    | Zrinjski Mostar | 0–3 | 0–3    | 0–6     |
| 2022/23 | Liga Konferencji Europy | 1Q    | Lechia Gdańsk   | 1–2 | 1–4    | 2–6     |